# Mississippi Surge
Mississippi Surge byl profesionální americký klub ledního hokeje, který sídlil v Biloxi ve státě Mississippi. V letech 2009–2014 působil v profesionální soutěži Southern Professional Hockey League. Surge ve své poslední sezóně v SPHL skončily ve čtvrtfinále play-off. Své domácí zápasy odehrával v hale Mississippi Coast Coliseum s kapacitou 9 150 diváků. Klubové barvy byly modrá, zlatá, stříbrná a bílá.
Jednalo se o vítěze SPHL ze sezóny 2010/11.

## Úspěchy
- Vítěz SPHL ( 1× )
  - 2010/11

## Přehled ligové účasti
Zdroj: 
- 2009–2014: Southern Professional Hockey League